# Association européenne des zoos et aquariums
 (mars 2024).
L'Association européenne des zoos et aquariums (souvent abrégé en EAZA, du sigle en anglais : European Association of Zoos and Aquaria) est une association de parcs zoologiques et d'aquariums européens ayant pour objectif de promouvoir la coopération entre établissements zoologiques dans le but de préserver les espèces animales.
Elle regroupe aujourd'hui 296 membres permanents répartis dans 34 pays européens, ainsi que quelques membres associés situés dans des pays limitrophes de l'Europe, tels Israël, la Turquie, le Koweït ou les Émirats arabes unis.
L'EAZA édicte des directives et un code d'éthique à l'attention de ses membres, notamment concernant les aménagements et les soins à apporter aux animaux.
Son siège se trouve aux Pays-Bas, à Amsterdam, au sein du zoo Artis. 

## Historique
Créée en 1988 entre les pays de la communauté européenne de l'époque, l'association a acquis son véritable statut européen en 1992, avec la chute du mur de Berlin, et devint alors l'EAZA. 

## Gouvernance
Son siège se trouve aux Pays-Bas, à Amsterdam, dans le quartier du Plantage, au sein du zoo Artis.
Son bureau exécutif (en anglais : executive office, chargé d'administrer l'association) est dirigé depuis octobre 2014 par Myfanwy Griffith, titulaire d'un master en écologie comportementale.
Le comité exécutif (en anglais : executive committee) est quant à lui élu tous les quatre ans parmi les membres permanents de l'association. Le comité est dirigé par Endre Papp, du Sosto Zoo (Hongrie), pour la période 2022 - 2025.

### Évolution de la composition du comité exécutif
| Période   | Président                       | Vice-président                         | Secrétaire                                                                      | Trésorier                                                | Comité Législation              | Comité Aquarium                       | Comité Adhésion et Ethique | Comité EEP                      |
| --------- | ------------------------------- | -------------------------------------- | ------------------------------------------------------------------------------- | -------------------------------------------------------- | ------------------------------- | ------------------------------------- | -------------------------- | ------------------------------- |
| 2012-2016 | Simon Tonge (zoo de Paington)   | Shai Doron (zoo biblique de Jérusalem) | Andreas Knieriem (zoo de Berlin et Jardin zoologique de Berlin-Friedrichsfelde) | Linda van Elsacker (zoo d'Anvers et Planckendael)        | Mats Höggren (Nordens Ark (en)) | João Falcato (Oceanarium de Lisbonne) | Frank Rietkerk (Apenheul)  | Bengt Holst (zoo de Copenhague) |
| 2016-2018 | Thomas Kauffels (Opel Zoo (de)) | Mark Pilgrim (Zoo de Chester)          | Endre Papp (Zoo de Sosto (en))                                                  | Jesus Fernandez Moran (Faunia et Zoo Aquarium de Madrid) | Pas de comité Législation       | João Falcato (Oceanarium de Lisbonne) | Frank Rietkerk (Apenheul)  | Bengt Holst (zoo de Copenhague) |

## Campagnes
Depuis 2000, l'EAZA organise, avec la collaboration des zoos membres de l'EAZA, des campagnes de soutien aux organisations de conservation in situ qui ont pour but de récolter des fonds pour financer des actions de protection de la nature sur le terrain. Ces campagnes ont porté sur les thèmes suivants :
1. Campagne EAZA 2000/2001 : Viande de brousse.
2. Campagne EAZA 2001/2002 : Forêts tropicales.
3. Campagne EAZA 2002/2004 : Tigre.
4. Campagne EAZA 2004/2005 : Tortues.
5. Campagne EAZA 2005/2006 : Rhinocéros.
6. Campagne EAZA 2006/2007 : Madagascar.
7. Campagne EAZA 2007/2008 : Amphibiens.
8. Campagne EAZA 2008/2009 : Carnivores européens[4]. Ce thème est étendu pour la campagne 2009/2010 aux rapaces et aux mammifères marins.
9. Campagne EAZA 2011 : Grands singes[5].
10. Campagne EAZA 2012-2013 : Asie du Sud-Est.
11. Campagne EAZA 2014-2015 : Pole to Pole (Espèces polaires)[6].
12. Campagne EAZA 2016-2017 : Let it Grow (Biodiversité locale)[7].
13. Campagne EAZA 2018-2019 : Silent Forest (Oiseaux chanteurs d'Asie du Sud-Est)[8].